# Gibraltarska nogometna reprezentacija
Gibraltarska nogometna reprezentacija predstavlja Gibraltar u međunarodnom muškom nogometu. Primljena je u privremeno članstvo UEFA-e 1. listopada 2012. Dana 24. svibnja 2013. Gibraltar je primljen u punopravno članstvo UEFA-e. Gibraltar ne može igrati u istoj kvalifikacijskoj skupini sa Španjolskom kao što je i slučaj Azerbajdžana i Armenije, koji također ne igraju u istoj skupini zbog napete političke situacije. Dana 13. svibnja 2016. Gibraltar je s Kosovom postao punopravni član nogometne organizacije FIFA.
Od 2022. domaće utakmice igra u portugalskom gradu Faro jer se Victoria Stadium u Gibraltaru obnavlja.

## Nastupi na Otočkim igrama
- 1993.: 7. mjesto
- 1995.:  srebro
- 1997.: 5. mjesto
- 1999.: 11. mjesto
- 2001.: 5. mjesto
- 2003.: 5. mjesto
- 2007.:  zlato
- 2009.: 9. mjesto
- 2011.: 5. mjesto
- 2015.: 9. mjesto

## Popis izbornika
- Allen Bulla
- David Wilson (privremeni)
- Jeff Wood
- Desi Curry (privremeni)
- Julio César Ribas
- Scott Wiseman